# Tina Komel
Tina Komel (ur. 13 kwietnia 1980 w Kranju) – słoweńska polityk i konsultantka pochodzenia włoskiego, parlamentarzystka, w latach 2013–2014 minister bez teki ds. diaspory.

## Życiorys
Ma pochodzenie włoskie. Ukończyła gimnazjum w Portorožu z włoskim językiem wykładowym, podjęła studia biznesowe na prywatnej uczelni. Początkowo pracowała jako przewodnik turystyczny i krupier w kasynie w Portorožu. Następnie została konsultantką biznesową w grupie ubezpieczeniowej Vzajemna, pracowała także w sektorze bankowym w Koprze. W 2009 została wiceprzewodniczącą stowarzyszenia Włochów w Hrvatini.
W 2011 wybrana do Zgromadzenia Państwowego z listy Pozytywnej Słowenii. W marcu 2013 powołana na stanowisko ministra do spraw diaspory w rządzie Alenki Bratušek. W lutym 2014 podała się do dymisji po konflikcie wewnątrz koalicji, gdy partia DeSUS chciała przejąć to stanowisko. Następnie do końca kadencji wykonywała mandat posłanki.